# Fabian Edelstam (hovman)
Gustaf Fabian Edelstam, född 26 januari 1874 i Klara församling, Stockholm, död 25 november 1940 i Brännkyrka församling, Stockholm  var en svensk kammarherre.

## Biografi
Edelstam avlade mogenhetsexamen 1893, juridisk-filosofisk examen 1894 och juris utriusque kandidatexamen 1900. Han hade domarförordnande i Medelstads härads domsaga 1902-1903, var amanuens i civildepartementet 1903 och tjänstgjorde som kammarjunkare 1904. Edelstam blev tjänsteman i riksmarskalksämbetet 1905, kammarherre 1908, tjänstgörande kammarherre hos kronprinsessan Margareta samma år och protokollssekreterare i riksmarskalksämbetet 1912. Han blev härold vid Kungl. Maj:ts orden 1919, revisor i hovförvaltningen 1925 och expeditionschef 1938.
Fabian Edelstam var son till häradshövding Ernst Edelstam av adelsätten Edelstam och Axelina Odelberg. Han gifte sig 1906 med Hilma Dickinson (1886–1945), dotter till Percival W. Dickinson och Ada Jeanette Ehrenhoff. Makarna var föräldrar till Axel och Harald Edelstam. De gravsattes på Brännkyrka kyrkogård.

## Utmärkelser

### Svenska utmärkelser
- Konung Oscar II:s och Drottning Sofias guldbröllopsminnestecken, 1907.[10]
- Konung Gustaf V:s jubileumsminnestecken med anledning av 70-årsdagen, 1928.[11]
- Kommendör av första klassen av Vasaorden, 5 juni 1937.[12]
- Kommendör av andra klassen av Vasaorden, 6 juni 1931.[13]
- Riddare av första klassen av Vasaorden, 1913.[14]
- Riddare av Nordstjärneorden, 1919.[15]

### Utländska utmärkelser
- Storofficer av Belgiska Leopold II:s orden, tidigast 1925 och senast 1928.[16][17]
- Storofficer av Etiopiska Stjärnorden, tidigast 1921 och senast 1925.[16][18]
- Kommendör av första klassen av Finlands Vita Ros’ orden, tidigast 1935 och senast 1940.[19][20]
- Kommendör av andra klassen av Finlands Vita Ros’ orden, tidigast 1918 och senast 1921.[18][21]
- Storofficer av Lettiska Tre Stjärnors orden, tidigast 1928 och senast 1931.[11][17]
- Kommendör med stjärna av Norska Sankt Olavs orden, tidigast 1935 och senast 1940.[19][20]
- Kommendör av andra klassen av Norska Sankt Olavs orden, tidigast 1918 och senast 1921.[18][21]
- Kommendör av första klassen av Spanska Isabella den katolskas orden, senast 1915.[10]
- Kommendör av Italienska Kronorden, senast 1915.[10]
- Kommendör av Nederländska Oranien-Nassauorden, tidigast 1921 och senast 1925.[16][18]
- Riddare av andra klassen av Preussiska Kronorden, senast 1915.[10]
- Riddare av andra klassen av Ryska Sankt Annas orden, senast 1915.[10]
- Kommendör av Brittiska Victoriaorden, tidigast 1918 och senast 1921.[18][21]
- Officer av Franska Hederslegionen, senast 1915.[10]